# 天爐座長城

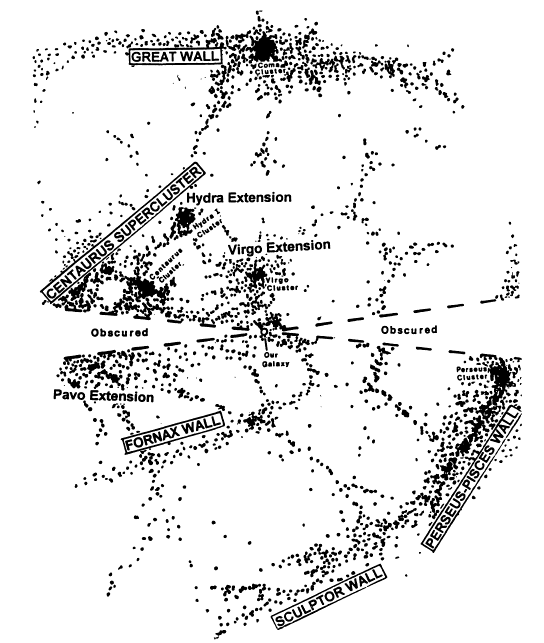
星系分佈顯示天爐座長城和宇宙中的其它超結構。

天爐座長城是一種被稱為大尺度纖維狀結構或星系團的上一層結構。它是一條長長的星系長城，長軸比短軸長許多。這個細絲不僅包含劍魚座星系團，還包含位於相同距離的天爐座星系團。它與玉夫座長城 「平行」，並且「垂直」於天鶴座長城。